# Первомайский (Павловский район, Краснодарский край)
Первомайский — хутор в Павловском районе Краснодарского края.
Входит в состав Новолеушковского сельского поселения.

## География

### Улицы
- ул. Кирова,
- ул. Лермонтова,
- ул. Набережная,
- ул. Октябрьская,
- ул. Школьная.

## Население
| 2002 | 2010 | 2021 |
| ---- | ---- | ---- |
| 452  | ↘399 | ↘363 |

Национальный состав
По данным переписи 1926 года по Северо-Кавказскому краю, в населённом пункте числилось 12 хозяйств и 49 жителей (28 мужчин и 21 женщина), из которых украинцы — 97.96 % или 48 чел.